# Херман Легія
Херман Легія (ісп. Germán Leguía, нар. 2 січня 1954, Ліма) — перуанський футболіст, що грав на позиції півзахисника.
Виступав, зокрема, за клуб «Універсітаріо де Депортес», а також національну збірну Перу.

## Клубна кар'єра
У дорослому футболі дебютував 1976 року виступами за команду «Депортіво Мунісіпаль», в якій провів два сезони.
Своєю грою за цю команду привернув увагу представників тренерського штабу клубу «Універсітаріо де Депортес», до складу якого приєднався 1978 року. Відіграв за команду з Ліми наступні шість сезонів своєї ігрової кар'єри. У 1982 році він досяг свого першого успіху в кар'єрі, коли виграв чемпіонат Перу.
У 1983 році Легія виїхав до Європи і став гравцем іспанського «Ельче», якому за підсумками сезону 1983/84 допоміг вийти до Прімери. Після року виступів у вищому дивізіоні, за результатами якого повернулась назад до Сегунди, він перейшов у західнонімецький «Кельн», але через проблеми з реєстрацією так і не зіграв за клуб в офіційному матчі і в 1986 році став гравцем «Беверена» з Бельгії. Останнім європейським клубом у кар'єрі перуанця було «Фаренсе» з Португалії.
Згодом з 1988 року грав у складі еквадорських команд «Макара» та «Аукас», після чого повернувся на батьківщину і знову став гравцем клубу «Універсітаріо де Депортес», з яким 1990 року вдруге у своїй кар'єрі став чемпіоном Перу.
Завершив ігрову кар'єру у команді «Спорт Бойз», за яку виступав протягом сезону 1991 року.

## Виступи за збірну
19 березня 1978 року дебютував в офіційних іграх у складі національної збірної Перу в товариському матчі проти Аргентини (1:2).
У складі збірної був учасником двох чемпіонатів світу — 1978 року в Аргентині та 1982 року в Іспанії. На першому з них Херман був запасним гравцем і зіграв лише один матч проти Ірану (4:1), а на другому вже був основним гравцем і зіграв в усіх трьох іграх своєї команди. Також був учасником розіграшів Кубка Америки 1979 та 1983 років і на обох дійшов з командою до півфіналу турніру, здобувши бронзові нагороди.
Загалом протягом кар'єри у національній команді, яка тривала 6 років, провів у її формі 31 матч, забивши 3 голи.

## Титули і досягнення
- Чемпіон Перу (2):

«Універсітаріо де Депортес»: 1982, 1990